# Scaphoideus umbrinus
Scaphoideus umbrinus är en insektsart som beskrevs av Heinrich Christian Friedrich Schumacher 1915. Scaphoideus umbrinus ingår i släktet Scaphoideus och familjen dvärgstritar. Inga underarter finns listade i Catalogue of Life.